# Bušovce
Bušovce este o comună slovacă, aflată în districtul Kežmarok din regiunea Prešov. Localitatea se află la altitudinea de 592 m deasupra n.m., se întinde pe o suprafață de 9,03 km2 și în 2017 număra 307 locuitori.

## Istoric
Localitatea Bušovce este atestată documentar din 1286.

## Demografie
| An:                | 1994 | 2004   | 2014   | 2024   |
| ------------------ | ---- | ------ | ------ | ------ |
| Număr de persoane: | 319  | 317    | 308    | 292    |
| Diferență:         |      | −0,62% | −2,83% | −5,19% |

| An:                | 2023 | 2024   |
| ------------------ | ---- | ------ |
| Număr de persoane: | 296  | 292    |
| Diferență:         |      | −1,35% |